# الملاحة (الرضمة)

تعديل مصدري - تعديل

الملاحة هي إحدى قرى عزلة البكرة بمديرية الرضمة التابعة لمحافظة إب، بلغ تعداد سكانها 502 نسمة حسب تعداد اليمن لعام 2004.